# Пич Очард (Арканзас)
Пич Очард (енгл. Peach Orchard) град је у америчкој савезној држави Арканзас.

## Демографија
По попису из 2010. године број становника је 135, што је 60 (-30,8%) становника мање него 2000. године.
| Група             | 2000.       | 2010.       |
| Белци             | 190 (97,4%) | 132 (97,8%) |
| Афроамериканци    | 0 (0,0%)    | 0 (0,0%)    |
| Азијати           | 0 (0,0%)    | 0 (0,0%)    |
| Хиспаноамериканци | 5 (2,6%)    | 1 (0,7%)    |
| Укупно            | 195         | 135         |